# Skärmytsling

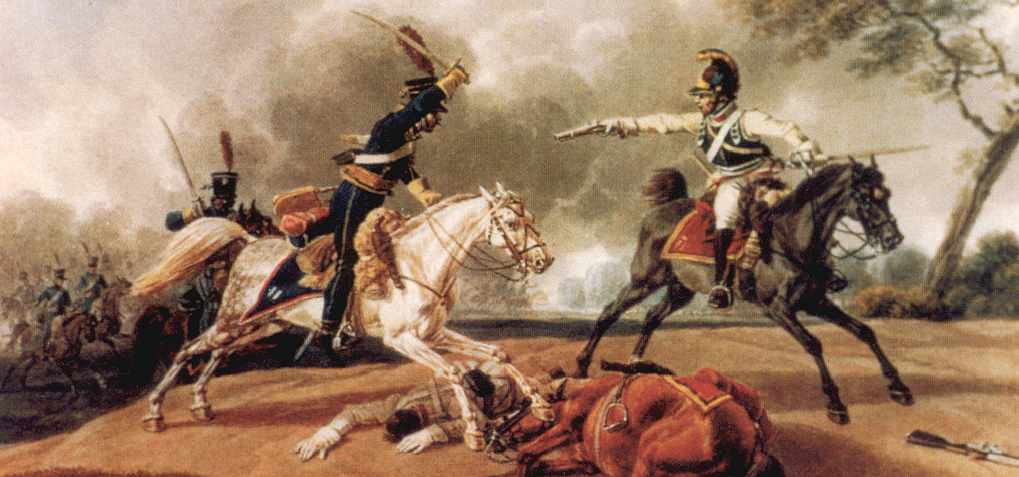
Skärmytsling mellan franska husarer och österrikiska kyrassiärer under Napoleonkrigen.

Skärmytsling (tyska: Scharmützel) är en äldre benämning på en strid av mindre omfång, utkämpad av patruller, förposter, detachement eller andra mindre avdelningar. Särskilt om icke närmare förberedd eller planlagd lättare sammandrabbning. En skärmytsling är alltså en mindre sammandrabbning än en träffning.